# Chengdu Aircraft Industry Group

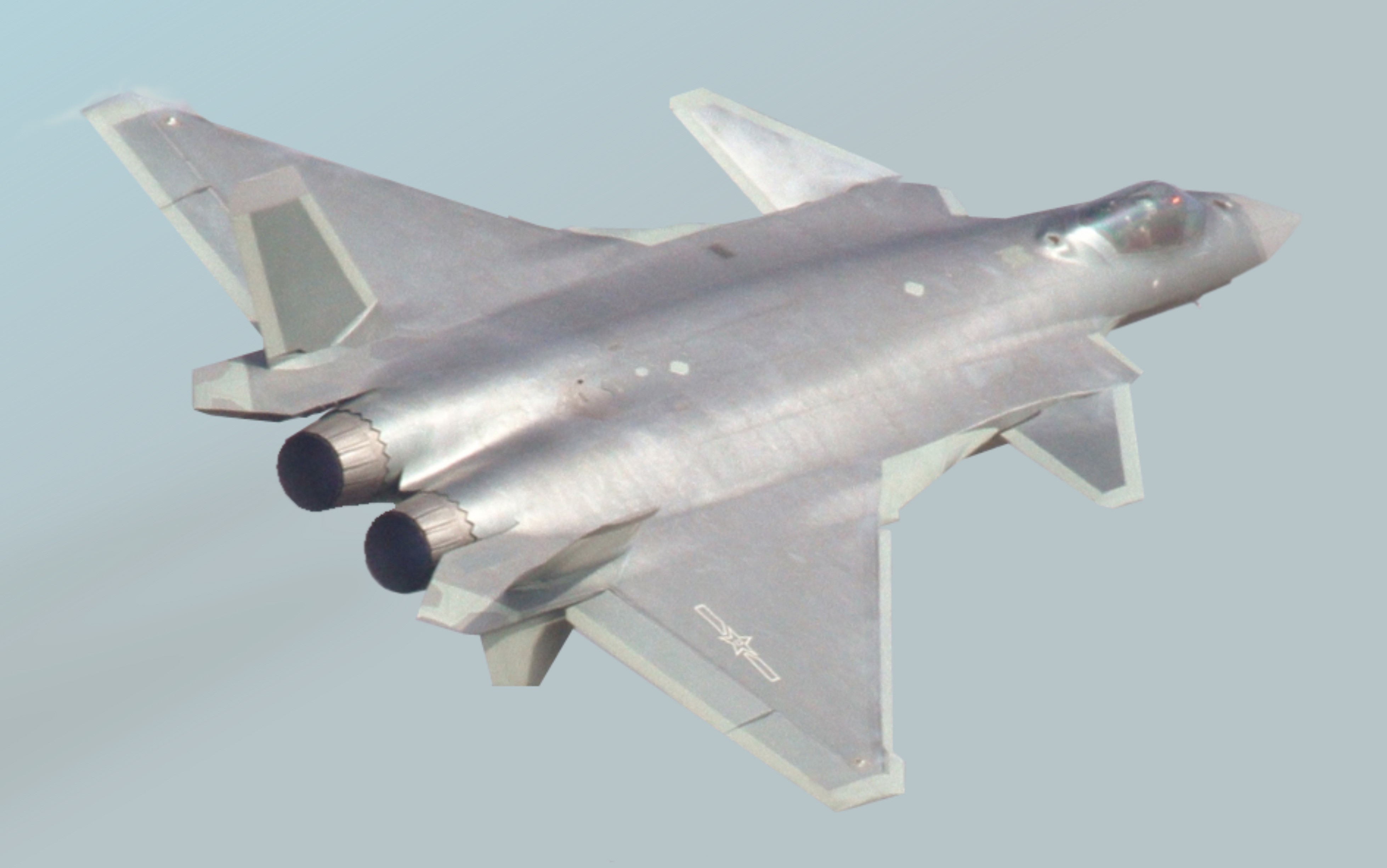
Ett flygplan av typen Chengdu J-20.

Chengdu Aircraft Industry Group (CAI), är en kinesisk flygplanstillverkare med högkvarter i Chengdu, Sichuan-provinsen.

## Historik
Företaget bildades 1958 för att förse det kinesiska luftförsvaret med flygplan. För konstruktion anlitar man olika konstruktionskontor, men huvudleverantör har varit Chengdus konstruktionsbyrå. Vid fabriken tillverkade man först Mikoyan-Gurevich MiG-21 på licens, senare när man byggde fler flygplan än licensrätten medgav, blev det en brytning mellan företaget och Mikojan-Gurevitj. Vid Chengdus konstruktionsbyrå utvecklades flygplanet vidare och det var i produktion till i slutet av 1990-talet.
1 juli 1999 splittrades den statsägda flygindustrin i två grenar. CAI överfördes då till den sektion som tillverkar större flygplan (passagerar-, bomb- och jaktflygplan). Förutom produktion av egna produkter anlitas man som underleverantör till ett flertal europeiska och amerikanska flygplanstillverkare. 

## Produkter

### Jaktflygplan
- J-7 jaktflygplan - är en kinesisk variant av Mikoyan-Gurevich MiG-21 exemplar tillverkade för export gavs benämningen F-7 Airguard.
- JF-17 Thunder ensitsigt lätt jaktflygplan med attack- och spaningskapacitet.
- J-10
- J-13
- J-20

### Skolflygplan
- JianJiao-5 (JJ-5) flygplan för grundskolning.
- JianJiao-7 (JJ-7) skolflygplan typ 2 för stridskolning.

### Lego och licenstillverkning
- nospartiet till trafikflygplanet ACAC ARJ21.
- flygplansdelar till Northrop Grumman.
- stjärtpartier till Boeing.
- Kinesisk licenstillverkning av McDonnell Douglas MD-80 och MD-90.